# Aéroport international de Wattay
L'aéroport international Wattay de Vientiane, (code IATA : VTE • code OACI : VLVT) est un aéroport national et international en service depuis 1999 desservant la ville de Vientiane, capitale du Laos (République démocratique populaire du Laos). C'est le quatrième point d'entrée des touristes dans le pays, avec 158 713 arrivées en 2010.
L'aéroport se trouve à 3 km à l'ouest de la capitale. Les vols intérieurs sont assurés à partir d'un petit terminal ancien, les vols internationaux bénéficiant d'un terminal récent.
L'aéroport de Wattay constitue la plate-forme de correspondance principale (hub) pour la compagnie aérienne nationale Lao Airlines.
Un nouvel aéroport international est en projet [Quand ?]; il pourrait se situer dans le district de Xaythany, proche de Vientiane et sa construction débuter en 2015.

## Situation
| Vientiane Savannakhet Paksé Luang Prabang Houei Sai Louang Namtha Oudomxay Phongsali Phonsavan Sayaboury |

## Compagnies et destinations
| Compagnies              | Destinations |
| ----------------------- | --- |
| AirAsia                 | Kuala Lumpur |
| Air Busan               | Pusan-Gimhae |
| Bangkok Airways         | Bangkok-Suvarnabhumi |
| China Eastern Airlines  | Kunming-Changshui, Nanning |
| China Express Airlines  | Chongqing-Jiangbei |
| China Southern Airlines | Canton-Baiyun |
| Hainan Airlines         | En saison Charter : Haikou, Shenzhen-Bao'an |
| Jeju Air                | Séoul-Incheon |
| Jin Air                 | En saison : Séoul-Incheon |
| Lao Airlines            | - Bangkok-Suvarnabhumi, - Changsha, - Changzhou, - Chengdu-Shuangliu, - Fukuoka, - Canton-Baiyun, - Hangzhou-Xiaoshan, - Hanoï-Nội Bài, - Hô Chi Minh Ville (Tân Sơn Nhất), - Kumamoto, - Kunming-Changshui, - Louang Namtha, - Luang Prabang, - Oudomxay, - Paksé, - Savannakhet, - Séoul-Incheon, - Shanghai-Pudong, - Wenzhou-Longwan, - Xieng Khouang |
| Lao Skyway              | Luang Prabang, Oudomxay, Paksé, , Sayaboury, Xam Neua (en), Xieng Khouang |
| Lucky Air               | Kunming-Changshui |
| Scoot                   | Singapour-Changi |
| Sichuan Airlines        | Kunming-Changshui |
| Thai AirAsia            | Bangkok-Don Muang |
| Thai Airways            | Bangkok-Suvarnabhumi |
| T'way Airlines          | Pusan-Gimhae, Séoul-Incheon En saison : Daegu |
| Vietnam Airlines        | Hanoï-Nội Bài, Hô Chi Minh Ville (Tân Sơn Nhất), Phnom Penh |

Édité le 19/06/2020